# (17734) Boole
(17734) Boole (1998 BW3) – planetoida z grupy pasa głównego asteroid okrążająca Słońce w ciągu 3,74 lat w średniej odległości 2,41 j.a. Odkryta 22 stycznia 1998 roku.